# Не переймайся
Не переймайся — перший український фільм доку-фікшн режисера Ганки Третяк.

## Про фільм
«Не переймайся!» — Це перша українська кінострічка в жанрі доку-фікшн. Дія відбувається в Києві, Барселоні, Нью-Йорку і, нарешті, республіці Казантип. Головними героями стрічки стали співачка і ді-джей Жанна, музикант, перформер і фаєр-денсер Спагі, вільний художник Кошту і першовідкривач діджейської хвилі Мішуков. Причому, всі персонажі стрічки не є вигаданими.